# نورث بروكفيلد (ماساتشوستس)
نورث بروكفيلد (بالإنجليزية: North Brookfield, Massachusetts)‏ هي بلدة أمريكية تقع في الولايات المتحدة في مقاطعة ووستر (ماساتشوستس). يقدر عدد سكانها بـ 4,680 نسمة ومساحتها 56.3 كم2 وترتفع عن سطح البحر 279 متر.

## أعلام
- عماسا ووكر
- كارول س. برات
- بيل بيرغن
- سومنر كاروث
- مارتي بيرغن